# 얀 잉엔하우스

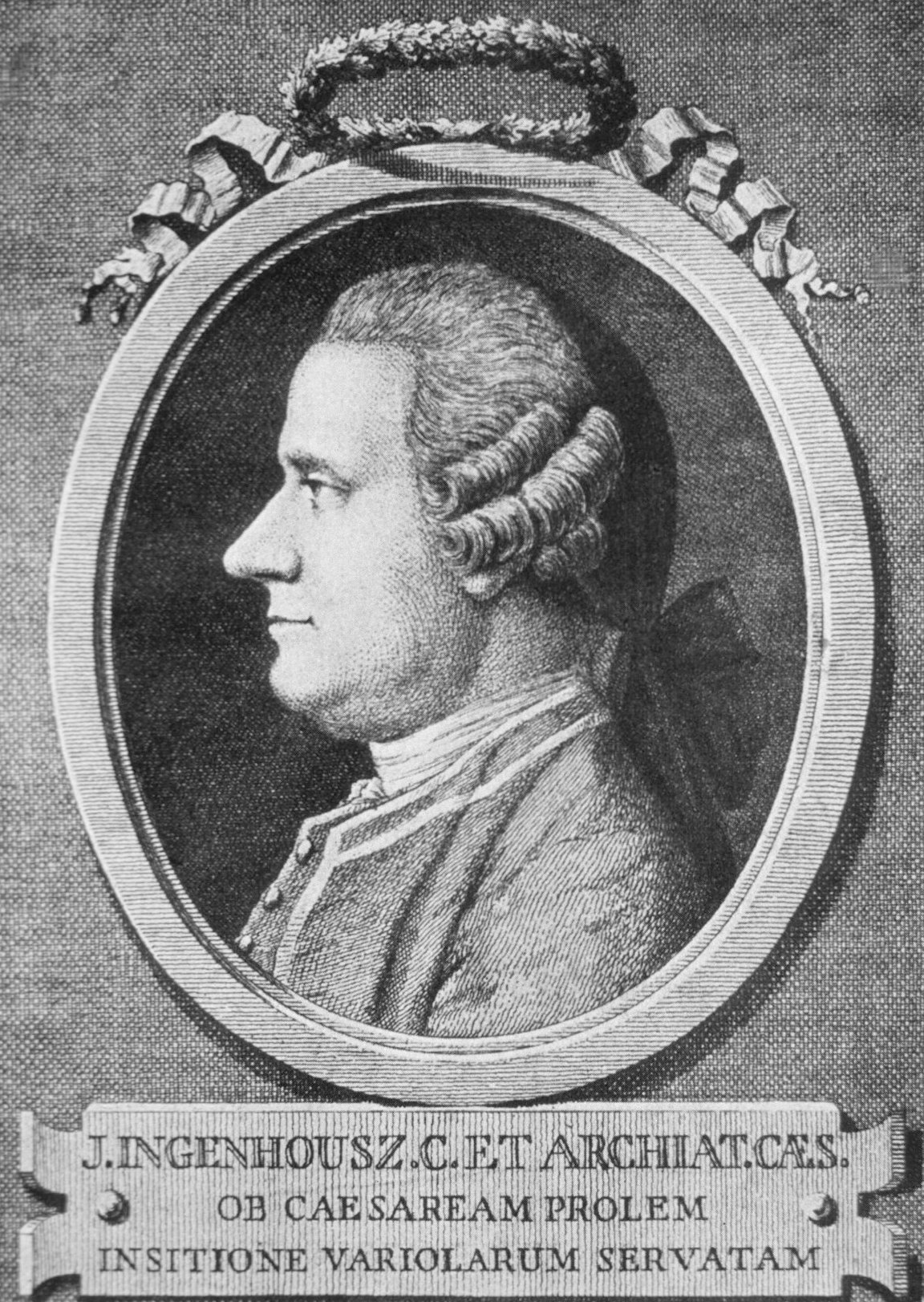
얀 잉엔하우스

얀 잉엔하우스(네덜란드어: Jan Ingenhousz 또는 Jan Ingen-Housz, FRS, 1730년 12월 8일~1799년 9월 7일)는 네덜란드의 의사, 생물학자, 화학자이다. 그는 빛의 존재가 식물의 호흡에 필수적이라는 사실을 밝혀내었고, 이는 광합성을 발견하는 데 있어서 중요한 발전을 이루었다. 또한 그는 오스트리아 황후 마리아 테레지아의 주치의이기도 하였다.

## 생애
잉엔하우스는 1730년 12월 8일 네덜란드 남부의 도시인 브레다에서 태어났다. 1765년부터 1768년까지 의사로서 런던에 있는 동안 에드워드 제너의 종두법을 지지하였다. 1772년부터 1779년까지 오스트리아의 황후 마리아 테레지아의 주치의로 지냈다.
1779년 잉엔하우스는 빛을 쬐여주면 식물의 녹색 부분에서 기체가 나오고, 빛을 쬐여주지 않으면 기체가 발생하지 않는다는 사실을 발견하였다. 또한 그는 어둠속에서 식물이 내놓는 기체가 이산화 탄소라는 사실 또한 밝혀내었다. 거기에 그는 빛이 있을 때 식물이 흡수하는 산소의 질량이 빛이 없을 때 흡수하는 이산화 탄소의 질량보다 더 많다는 사실도 알 수 있었다. 이를 통해서 식물이 가지고 있는 질량의 일부가 토양이 아닌 공기 중에서 왔다는 것을 알 수 있었다. 이러한 공적으로 같은 해 잉엔하우스는 영국 왕립 학회의 국외회원으로 선출되었다.
1785년 잉엔하우스는 알코올 표면에서의 석탄 먼지의 불규칙적인 운동을 관찰하였으며, 이는 이후에 브라운 운동으로 알려지게 되었다.
잉엔하우스는 1799년 9월 7일 영국 윌트셔의 보우드에서 사망하였다. 향년 69세.

 본 문서에는 현재 퍼블릭 도메인에 속한 브리태니커 백과사전 제11판의 내용을 기초로 작성된 내용이 포함되어 있습니다.